# Sudeti
Sudeti (češ. Sudety, nemško Sudetenland) je pokrajina ob nemško-češki meji in sicer na severu Češke, postala pa je skupni (politični, ne več geografsko zamejen) pojem za vse obrobne češke pokrajine, ki so bile poseljene s "sudetskimi" Nemci in so bile leta 1938, malo pred začetkom druge svetovne vojne po Münchenskem sporazumu priključene nacistični Nemčiji. 